# La emperatriz rebelde
La emperatriz rebelde (Corsage) es una película dramática de 2022 coproducida internacionalmente, escrita y dirigida por Marie Kreutzer. Está protagonizada por Vicky Krieps, Florian Teichtmeister, Katharina Lorenz, Jeanne Werner, Alma Hasun, Manuel Rubey, Finnegan Oldfield, Aaron Friesz, Rosa Hajjaj, Lilly Marie Tschörtner y Colin Morgan.
Es una coproducción entre Austria, Alemania, Luxemburgo y Francia que tuvo su estreno mundial el 20 de mayo de 2022 en el Festival de Cine de Cannes 2022, en la sección Un Certain Regard. Fue estrenada en Austria y Alemania el 7 de julio de 2022.

## Sinopsis
En la Navidad de 1877, Isabel, emperatriz de Austria, celebra su cuadragésimo cumpleaños. Se la considera un ícono de la moda y ha cultivado una imagen de mujer elegante y hermosa con la tez rosada de una niña bávara. Sin embargo, es consciente de que se le acaba el tiempo porque, a la edad de cuarenta años, sabe que pronto ya no podrá ser un símbolo de belleza. Isabel no está segura de lo que todavía vale cuando ya no está a la altura de su propia imagen y solo recibe respeto. Consciente de que está envejeciendo, abandona Viena y viaja a Inglaterra y Hungría para recuperar su juventud. Durante su viaje, visita a antiguos amantes y aliados políticos. En el proceso, diseña un plan para proteger su legado.

## Reparto
- Vicky Krieps como la emperatriz Isabel de Austria
- Florian Teichtmeister como Francisco José I de Austria
- Katharina Lorenz como Marie Festetics
- Jeanne Werner como Ida Ferenczy
- Alma Hasun como Fanny Feifalik
- Manuel Rubey como Luis II de Baviera
- Finnegan Oldfield como Louis Le Prince
- Aaron Friesz como Rodolfo de Habsburgo
- Rosa Hajjaj como María Valeria de Austria
- Lilly Marie Tschörtner como María Sofía de Baviera
- Colin Morgan como Bay Middleton

## Producción
En febrero de 2021, se anunció que Vicky Krieps, Florian Teichtmeister, Manuel Rubey y Katharina Lorenz se habían unido al reparto de la película, con Marie Kreutzer como directora a partir de un guion escrito por ella.
La película es una coproducción entre la austriaca Film AG Produktion, la alemana Komplizen Film, la luxemburguesa Samsa Film y la francesa Kazak Productions. Con un presupuesto de 7,5 millones de euros (8,1 millones de dólares), la producción es 58,62 % austriaca, 21,34 % luxemburguesa, 10,03 % alemana y 10,01 % francesa. La película contó con el apoyo financiero de Eurimages, el Fondo Cinematográfico de Austria, el Fondo Cinematográfico de Luxemburgo, FISA - Film Industry Support Austria, el Fondo Cinematográfico de Viena y FilmFernsehFonds Bavaria.
El rodaje comenzó el 2 de marzo de 2021, y finalizó el 7 de julio de 2021.
Cuando se le preguntó cuánto de la película era real y cuánto era ficción, la directora y guionista de Corsage, Marie Kreutzer, dijo que no podía decirlo en porcentaje porque ni siquiera podía recordarlo con exactitud, pero que algunas partes eran inventadas, como el final, y también el encuentro entre Isabel de Austria y Louis Le Prince, que no sucedió en la vida real.
Aunque La emperatriz rebelde se ha comparado con Marie Antoinette (2006) de Sofia Coppola debido al uso de música moderna y anacronismos, la directora Marie Kreutzer dijo que no le gustaba la película de Coppola y que no quería que la gente pensara en ella.

## Estreno
La película tuvo su estreno mundial en el Festival de Cine de Cannes de 2022 en la sección Un Certain Regard el 20 de mayo de 2022. Poco después, IFC Films adquirió los derechos de distribución de la película en Estados Unidos, mientras que los del Reino Unido e Irlanda pasaron a manos de Picturehouse Entertainment. Se estrenó en Austria y Alemania el 7 de julio de 2022, por Panda Lichtspiele Filmverleih y Alamode Film, respectivamente, y está previsto que se estrene en Francia el 14 de diciembre de 2022 a través de Ad Vitam Distribution. En España se estrenó en el Festival de Cine de San Sebastián y en el Festival Internacional de Cine de Gijón.

## Recepción
En el sitio web de reseñas Rotten Tomatoes, el 88 % de las reseñas de 56 críticos son positivas, con una calificación promedio de 7.30/10. Metacritic asignó a la película una puntuación media ponderada de 80 sobre 100 basada en 13 críticos, lo que indica "aclamación universal".

## Premios
| Otorgado                   | Fecha de la ceremonia | Categoría                                          | Destinatarios  | Resultado | Ref.   |
| -------------------------- | --------------------- | -------------------------------------------------- | -------------- | --------- | ------ |
| Festival de cine de Cannes | 27 de mayo de 2022    | Premio Un certain regard                           | María Kreutzer | Nominada  | [ 20 ] |
| Festival de cine de Cannes | 27 de mayo de 2022    | Premio Un certain regard a la mejor interpretación | Vicky Krieps   | Ganadora  | [ 21 ] |

- Candidata a los premios Oscar por Austria
- Preseleccionada para los Premios del Cine Europeo[17]